# Réseau mondial des Géoparcs
Pour les articles homonymes, voir GGN.
Le Réseau mondial des Géoparcs (GGN) (aussi connu sous le nom de Réseau mondial de Géoparcs nationaux) est un réseau soutenu par l’UNESCO créé en 1998. Géré par la division des sciences écologiques et sciences de la Terre, le GGN s’engage à promouvoir et à conserver le patrimoine géologique de la planète tout en encourageant la recherche et le développement durable par les communautés concernées,,.

## Historique
En 1991, le premier colloque international sur le patrimoine géologique et le géotourisme est organisé à Digne-les-Bains par l'European Working Group on Earth Science Conservation (EWGESC fondé aux Pays-Bas en 1998). Il se tient dans la Réserve naturelle géologique de Haute-Provence. À la suite de ce colloque est publiée la « Déclaration internationale des droits de la mémoire de la Terre » (actes du symposium en 1991) et quatre espaces naturels protégés européens – la Réserve géologique de Haute-Provence, la Forêt pétrifiée de l’île de Lesbos en Grèce, le Parc naturel régional de Vulkaneifel en Allemagne et le Parc de Maestrazgo-Teruel en Espagne – décident d’établir une coopération transnationale sur le géotourisme.
Le Réseau européen des Géoparcs est créé en juin 2000 par les quatre territoires fondateurs. En septembre 2013, il comprenait cinquante-huit géoparcs dans vingt-et-un pays européens, dont quatre en France.
Les 17 géoparcs européens et 8 géoparcs chinois fusionnent en 2004 avec la formation du Global Geopark Network (GGN, Réseau mondial des géoparcs).
En octobre 2013, 100 géoparcs mondiaux sont recensés.
Le 17 novembre 2015, 195 États-membres de l'UNESCO ratifient la création d'un label, les géoparcs mondiaux UNESCO. Le Réseau mondial des géoparcs intègre ce label et accède ainsi à la plus haute reconnaissance internationale.

## Le réseau
Le réseau international sollicite les Géoparcs membres, c’est-à-dire les zones géographiques dans lesquelles le patrimoine géologique est au cœur de la protection, de l’éducation et du développement de cette zone.
Pour faire partie du Réseau national de Géoparcs, sur demande de l’État auquel il appartient, un Géoparc doit répondre à un certain nombre de critères définis par l’UNESCO :

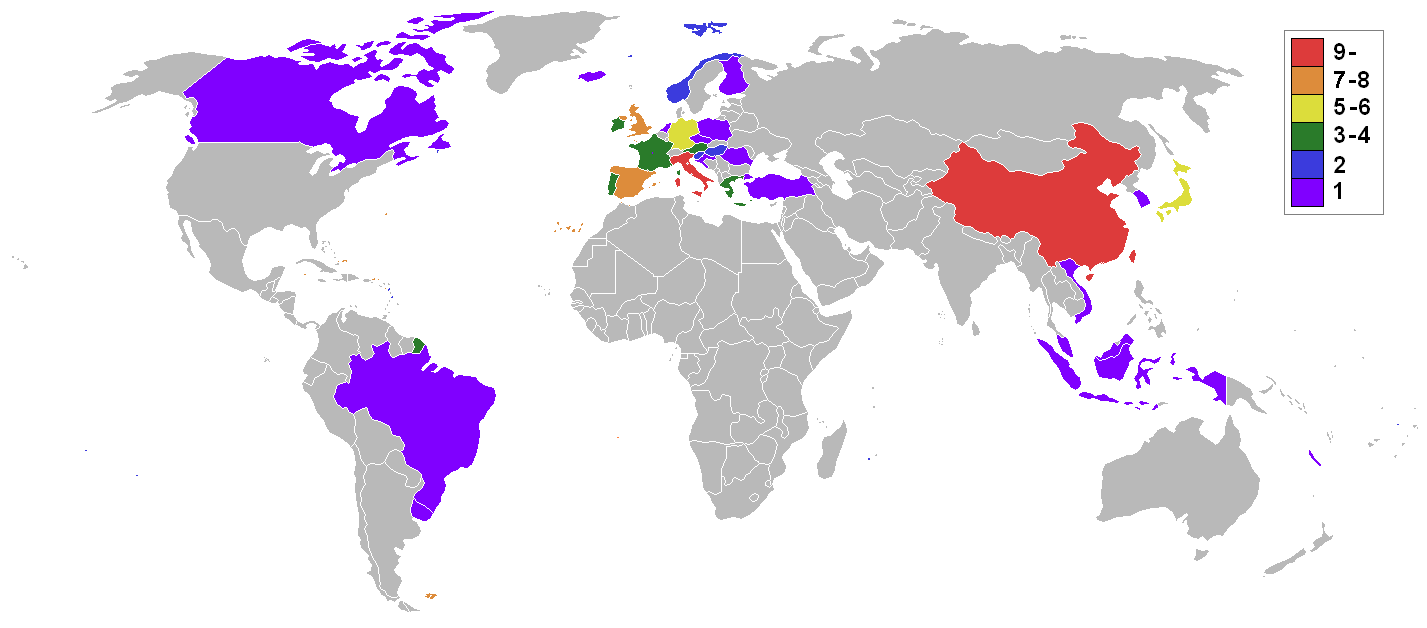
Distribution mondiale des Géoparcs en 2014.

- l’existence d’un plan de gestion dans l’objectif de promouvoir un développement socio-économique durable (très certainement basé sur l’agritourisme et le géotourisme) ;
- disposer de méthodes de conservation et de mise en valeur de l’héritage géologique, fournir des ressources pour l’enseignement de disciplines géo-scientifiques et apporter des solutions aux problèmes environnementaux de grande envergure ;
- des propositions conjointement soumises par les autorités publiques, les communautés locales et les intérêts publics, qui démontrent les meilleures pratiques quant à la conservation du patrimoine de la planète et de son intégration aux stratégies de développement durable.

La satisfaction aux critères demandés est évaluée lors de conférences biannuelles (toutes les années paires) par le comité des Géoparcs, connues sous le nom de ‘« Conférence Internationale sur les Géoparcs mondiaux »’, qui sont aussi chargées de contrôler périodiquement des projets visant à faire connaître la géologie. Les premiers membres du GGN ont été nommés lors de la conférence inaugurale de 2004, et le réseau a continué de grandir. D'autres conférences ont régulièrement eu lieu depuis :
| Session | Année | Site                         | Date              |
| ------- | ----- | ---------------------------- | ----------------- |
| 1er     | 2004  | Pékin, Chine                 | 27 juin–7 juillet |
| 2e      | 2006  | Belfast, Royaume-Uni         | 17–21 septembre   |
| 3e      | 2008  | Osnabrück, Allemagne         | 22–26 juin        |
| 4e      | 2010  | Langkawi, Malaisie           | 12–16 avril       |
| 5e      | 2012  | Nagasaki, Japon              | 12–15 mai         |
| 6e      | 2014  | Saint-Jean (NB), Canada      | 19-23 septembre   |
| 7e      | 2016  | Torquay, Royaume-Uni         | 19-23 septembre   |
| 8e      | 2018  | Madonna di Campiglio, Italie | 8-14 septembre    |
| 9e      | 2021  | Île de Jeju, Corée du Sud    | 11-17 décembre    |
| 10e     | 2023  | Marrakech, Maroc             | 5-10 septembre    |

Le GGN travaille en synergie avec un autre projet sous l'égide de la division des sciences de la terre de l’UNESCO : l’Homme et la biosphère (MAB) Réseau mondial des réserves de biosphère. Cela permet de trouver et d’établir différentes méthodes de développement durable en promouvant la relation entre les communautés locales et l’environnement naturel.
Depuis la fin de l’été 2012, 91 Géoparcs de 27 pays ont été inclus dans le GGN,.